# 户县站
户县站位于陕西省西安市鄠邑区甘亭街道，是西户铁路的一座车站，也是西安地铁西户线的南端终点站，同时是西安地铁目前唯一在鄠邑区运营的车站。车站归属权为中国国家铁路集团公司。

## 历史
- 停靠于户县站用于客运的DF4D内燃机车
- 停靠于户县站用于客运的CJ5型混合动力动车组车头

1954年，原中华人民共和国铁道部西南设计分局对西户铁路进行勘测设计，并规划户县站作为这条线路的经行站点之一。1956年，户县站随西余铁路建成，主要办理货运业务，同时也有市郊客运列车经行。最初车站规模为两股道和3间候车室，1975年扩建为3股道，次年建成500平方米候车室一座。1983年，车站站场再度扩建至4股道，并新建5条通往当地工厂的专用线。
2000年10月，西户铁路因客运市场变化停止客运，转为只负责余下、鄠邑两地的货物运输，户县站随之被废弃。
2020年12月，西安市委市政府研究决定对西户铁路进行提升改造。作为项目实施主体，西安市轨道交通集团提出了包括户县站的西户铁路改造提升方案，并于2022年5月31日取得初步设计批复；该方案提出沿用既有铁路的一部分，并在其基础上改造或新建包括户县站在内共5站的客运站房，修建客运站台及其他配套设施，旨在实现客运功能的同时将改造量和投资总额尽可能降低。
2022年7月21日，户县站正式进入基础施工阶段。
2022年11月1日，户县站随客运化改造完成的西户铁路投入试运营，开行公交化市域客运列车。
2023年11月，本站新增站徽。

## 车站结构
本站东站厅为主站厅，西站厅为辅站厅。
- 站徽（2023年11月）
- 西站厅外观（2023年3月）
- 车站全貌（2023年3月）
- 客运轨道和站台（2022年12月）
- 货运轨道和站台（2023年3月）

| 地上二层 | 天桥                       | 连接西站厅和两客运站台               |
| 地面     | 西站厅                     | 客务中心、进出站闸机、开水间、洗手间 |
| 地面     | 货运站台                   |                                      |
| 地面     | 西户铁路货运列车轨道       |                                      |
| 地面     | 西户铁路货运列车轨道       |                                      |
| 地面     | 西户铁路货运列车轨道       |                                      |
| 地面     | 2侧式站台，未启用          |                                      |
| 地面     | 西户线未启用轨道           |                                      |
| 地面     | 西户线往阿房宫南（终点站） |                                      |
| 地面     | 1侧式站台，左侧开门        |                                      |
| 地面     | 东站厅                     | 客务中心、进出站闸机、开水间、洗手间 |

## 接驳公交
| 火车站东口 | 火车站东口   | 火车站东口 | 火车站东口 | 火车站东口 |
| 编号       | 路线         | 路线       | 路线       | 备注       |
| ---------- | ------------ | ---------- | ---------- | ---------- |
| 909鄠邑    | 鄠邑汽车南站 | ⇆          | 尚村       |            |

| 西安地铁户县站 | 西安地铁户县站 | 西安地铁户县站 | 西安地铁户县站 | 西安地铁户县站 |
| 编号           | 路线           | 路线           | 路线           | 备注           |
| -------------- | -------------- | -------------- | -------------- | -------------- |
| 816鄠邑        | 户县火车站西口 | 全程 ⇆         | 甘峪口         | 定时班车       |
| 816鄠邑        | 户县火车站西口 | 区间 ⇆         | 南关十字       | 定时班车       |
| 908鄠邑        | 鄠邑汽车北站   | 全程 ⇆         | 高冠瀑布       |                |
| 908鄠邑        | 户县火车站西口 | 区间 ⇆         | 周北十字       |                |
| 912鄠邑        | 户县火车站西口 | ⇆              | 东涝峪口       | 定时班车       |
| 912区间鄠邑    | 户县火车站西口 | ⇆              | 余下电影院     |                |

## 延伸阅读
- 西安市境内停办客运业务后又恢复的铁路车站还有：
  - 临潼站